# 郭珮文
郭珮文（英語： Juliana Kwok Pui Man；2001年8月22日—），香港女藝人，為《2023年度香港小姐競選》五強佳麗，參選前為一名網店店主。現為無綫電視女藝人。

## 簡歷
郭珮文於2001年8月22日出生於香港。2023年，參選《2023年度香港小姐競選》，因擁有傲人豐滿上圍而獲網民關注。 最終在競選中成為五強佳麗。
2023年11月19日，郭珮文於《萬千星輝賀台慶2023》內抽中42萬港元現金大獎。當時，她出道時間接近三個月。

## 演出作品

### 電視劇（無綫電視）
- 2024年至今：《愛·回家之開心速遞》飾演 Rose （第2257集登場）
- 2024年：《法證先鋒VI：倖存者的救贖》飾演 胡嘉嘉

### 綜藝節目（無綫電視）
- 2024年：《福祿壽訓練學院》
- 2024年：《獎門人感謝祭終極篇》
- 2024年：《玲玲友情報》第46集嘉賓
- 2024年：《剪裁魔法師》
- 2024年：《自駕德島》
- 2025年：《2025風生水起》

### 電影
- 2025年：《麻雀女王追男仔》

## 外部連結
- 郭珮文的Facebook專頁
- 郭珮文的Instagram帳戶
- 2023香港小姐競選佳麗檔案 - 郭珮文 Juliana （页面存档备份，存于） （tvb.com）